# Dzień Służby Celnej
Dzień Służby Celnej – polskie święto obchodzone corocznie 21 września, na mocy zapisu ustawy z 1999 roku, w celu podkreślenia znaczenia Służby Celnej (SC) dla gospodarki i społeczeństwa kraju, a także Unii Europejskiej (z racji powstania unii celnej 1 lipca 1968). Jest to święto wszystkich funkcjonariuszy i pracowników SC.
Dzień ten nie jest dniem wolnym od pracy.

## Obchody
W tym dniu uroczyście wręczane są awanse, wyróżnienia i odznaczenie Zasłużony dla Służby Celnej. Organizowane są także plenerowe imprezy dla celników i ich rodzin.
Centralne uroczystości odbywają się w Ministerstwie Finansów.
Patronem SC jest Święty Mateusz.

## Na świecie
25 czerwca Dzień Służby Celnej obchodzony jest również na Ukrainie (ukr. День митної служби).
Z kolei na świecie 26 stycznia, od 1983 roku, obchodzony jest Światowy Dzień Celnictwa (ang. International Customs Day). Święto to jest związane z międzynarodową organizacją, Światową Organizacją Ceł-Radą Współpracy Celnej (ang. World Customs Organization, WCO), której inauguracyjna sesja odbyła się w Brukseli 26 stycznia 1953 roku.
Polska administracja celna przystąpiła do obchodów w roku 1992.